# Тиргетуй
Тиргету́й (рос. Тыргетуй) — село у складі Каримського району Забайкальського краю, Росія. Адміністративний центр Тиргетуйського сільського поселення.

## Населення
Населення — 1032 особи (2010; 829 у 2002).
Національний склад (станом на 2002 рік):
- росіяни — 89 %